# Carex dianae
Carex dianae är en halvgräsart som beskrevs av Ernst Gottlieb von Steudel. Carex dianae ingår i släktet starrar, och familjen halvgräs. Inga underarter finns listade i Catalogue of Life.